# Rampura-Bhanpura
Rampura-Bhanpura fou un districte del principat d'Indore format per la combinació de les ziles de Rampura i de Bhanpura, formant diversos trossos separats de territori amb una superfície de 5.499 km². La part sud estava a Malwa, però el nord (Rampura) estava a les muntanyes Vindhya a l'altiplà de Parhar. La població del districte era de 285.825 el 1891 però va baixar a 156.021 el 1901. Les ciutats principals eren Rampura (8.273 habitants el 1901), Bhanpura (4.639), Manasa (4.589), Sunel (3.655) i Garot (3.456). Aquesta darrera era la capital, i hi havia 868 altres pobles. Avui dia Rampura forma part del districte de Nimach a Madhya Pradesh. Administrativament Rampura-Bhanpura estava subdividit en deu parganes:
- Garot
- Bhanpura
- Chandwasa
- Zirapur
- Manasa
- Nandwai
- Narayangarh
- Rampura
- Sunel
- Talen-lataheri.

El districte fou asil dels budistes dels segles VII al IX i a Dhamnar, Poladongar, Kholvi i altres llocs i ha restes de les seves coves, del tipus sala chaitya i vihdres. Del segle IX al XIV for part del regne dels rajputs paramara que van deixar nombrosos temples jainistes; una inscripció de la dinastia es troba a Mori. Al segle XV va passar als sultans de Malwa i a l'inici del segle XVI al ranes de Mewar. Els thakurs Chandrawat, que deien ser descendents de Chandra, segon fill de Rahup Singh, Rana de Mewar del segle XIV, es van establir a Antri, que fou concedida a Sheo Singh Chandrawat per Dilawar Khan de Malwa al segle XV, que progressivament va adquirir el territori a l'entorn de mans dels bhils. La ciutat de Ranpura havia estat fundada per un cap bhil de nom Rama, que la va perdre davant el thakur Sheo Singh, de la nissaga Chandrawat d'Antri al segle XV.
Sota Akbar el districte fou inclòs en part a la suba de Malwa i en part a la d'Ajmer. Els thakurs Chandrawat van continuar governant la regió com a feudataris i els sobirans rebien la tika de mans d'un bhil descendent del fundador de la ciutat de Rampura. Aquestos thakurs foren virtualment independents, però al segle XVII van reconèixer una nominal i llunyana sobirania d'Udaipur.
El 1698, en temps d'Aurangzeb, va esclatar un conflicte per la successió de Rao Gopal Singh Chandrawat; el 1698, mentre Gopal Singh Chandrawat servia al príncep imperial Bidar Bakht (net d'Aurangzeb) al Dècan, el seu fill Ratan Singh, es va apoderar del tron. Gopal Singh va demanar ajut a l'emperador però Ratan Singh, aconsellat pel governador de Malwa, Mukhtiyar Khan, es va convertir a l'islam (agafant el nom d'Islam Khan) i llavors fou investit formalment amb el districte; Rampura fou rebatejada Islampura (que no va arrelar). El juny de 1700, Gopal Singh va abandonar l'exèrcit imperial i va retornar a Rampura ajudat per Bhim Singh, fill de Rao Ram Singh Hada (o Hara) de Kotah, però Aurangzeb va enviar contra ell al seu net Bidar Bakht l'1 de juny del 1700; el príncep va delegar en el governador de Malwa; el juny de 1701, Mukhtiyar Khan, fill d'Iftikhar Khan, governador de Malwa, va anar a Rampura per capturar a Gopal Singh, que va fugir a Mewar. El febrer de 1702 el maharana de Mewar li va donar asil i ajut econòmic a petició de Udaibhan Saktawat (de Malka Bajna). El desembre de 1702, Abu Mansar Khan, governador de Malwa, fou informat per Islam Khan i per Kirti Singh (fill de Rawat Pratap Singh de Deolia/Pratapgarh) que les forces de Mewar dirigides per Sangram Singh anaven cap a territori de Rampura on Gopal Singh es va tornar a revoltar però el 1703 Gopal es va sotmetre a Aurangzeb i fou perdonat i restaurat en el seu rang sent nomenat fawjdar d'Hyderabad.
El 1705 Gopal Singh va perdre el càrrec i anava curt de diners i va renovar la seva reclamació de Rampura i el gener del 1706 es va unir als marathes i els va demanar ajut. Aquest intent va fallar i Bidar Bakht va aturar l'atac a Badnagar. Seguint lleial als marathes quan aquestos el març següent van atacar Gujarat, Gopal Singh els va acompanyar. El novembre de 1705 Islam Khan que estava a l'exèrcit imperial, va abandonar aquest sense permís i va anar a Ujjain i d'allí a Rampura on va iniciar un acostament al maharana. Aquest volia recuperar Rampura però no pel seu aliat Gopal Singh sinó per a si mateix. Rampura estava sota el control del governador imperial de Malwa i des de 1704 aquest era Jai Singh d'Amber (Jaipur) casat amb una princesa de Mewar; havia estat nomenat pel príncep Bidar Bakht; Jai Singh va afavorir els interessos del maharana; aquest volia cedir Rampura a Madho Singh, el fill de Jai Singh, però per la seva banda jai Singh governava Rampura com un territori de Jaipur i no de Mewar o de Malwa/Imperi Mogol.
El 1706, Gopal Singh va reiterar la petició d'ajut als marathes, i va entrar a Malwa per pas de Mukundara. Aurangzeb va morir el 1707 i Farrukhsiyar es va aconseguir imposar. Gopal Singh amb ajut dels marathes va arribar a Gujarat. El 28 d'agost de 1709 les forces del maharana van atacar als imperials però Islam Khan les va rebutjar i fou recompensat per Farrukhsiyar. Després d'això el maharana ja no va ajudar més a Gopal Singh. Islam Khan encoratjat va atacar i conquerir Ujjain, i va planejar una expansió territorial; el nou goevrnador de Malwa, Amanat Khan, va amenaçar a Islam Khan sense èxit; a la batalla de Sarangpur, Islam Khan va derrotar a Rahim Beg, lloctinent d'Amanat Khan, i aquest va haver de marxar a tota velocitat contra el rebel; aquest amb suport del cap mercenari rohilla Muhammad Khan, es va enfrontar als atacants a Sunera, a 15 km al sud-oest de Sarangpur i Islam Khan va trobar la mort en aquesta batalla (1712). Amanat Khan va arribar a Rampura on tots els seguidors d'Islam Khan es van rendir (incloent les seves dones) i l'emperador va donar a Amanar el títol de Shahmat Khan.
Aprofitant la mort del seu fill, el 24 de gener de 1715 Gopal Singh va recuperar Rampura amb ajut de Sangram Singh II de Mewar (1710-1734) pero el maharana només li va deixar una part de l'estat original i es va quedar gran part d'aquest per a si mateix. El 16 de setembre de 1717, Farrukhsiyar va concedir la pargana de Rampura al maharana Sangram Singh. Durgadas Rathor, que a la mort d'Aurangzeb havia alliberat Jodhpur dels mogols i havia instal·lat al príncep Ajit Singh al tron de Marwar, va deixar aviat el servei d'aquest i va anar a Mewar per governar la part de Rampura adquirida pel maharana. Durgadas va morir a Rampura el 1718.
L'agost de 1719 es va arribar a un acord entre Gopal Singh i Sangram Singh (que era el seu net) que va reunificar Rampura però la va reduir a un zamindari pagant un tribut al maharana.
El 20 de febrer de 1719 Nizam Rafi-ud-Darazat fou nomenat governador de Malwa i va arribar a Ujjain el maig; el 1720 va ser cridat a Delhi i va passar per Rampura cap al pas de Mukundara; llavors va canviar de parer i va retornar a Ujjain ignorant l'orde imperial. El 19 de juny de 1720 va derrotar les forces imperials i aliat als marathes les va expulsar de Malwa.
El 30 d'agost de 1722, Raja Girdhar Bahadur, nebot del governant d'Allahabad Raja Chhabile Ram, fou nomenat governador de Malwa lloc que va ocupar fins al 15 de maig de 1723; va fer algun intents de recuperar Rampura per l'imperi, sense èxit. Durant les pluges de 1722 el peshwa Baji Rao I va decidir atacar Malwa on va marxar el 18 de gener de 1723 arribant el 10 de febrer a Gardavad, prop de Dhar. Va travessar el riu [Mahi] fins a Badkasha (moderna Bolasa al districte de Jhabua) i va acampar per esperar al nizam que feia el camí de Delhi a Gujarat. El 13 de febrer el nizam i el peshwa es van trobar i van arribar a un acord; van anar a Raipuria i després d'una parada de dos dies el peshwa va tornar a Badkasha en direcció a Khandesh creuant el Narmada el 25 de febrer. Va tornar a creuar el Narmada prop d'Hoshangabad, i el 18 de març va retornar a Malwa i després d'un parell de setmanes, el 5 d'abril es va encaminar al sud mentra el nizam anava a Delhi.
El 15 de maig de 1723, Raja Girdhar Bahadur fou destituït com a governador de Malwa, però després reconfirmat el 2 de juny de 1725; les causas del seu cessament no es coneixen però un document expressa que "...si Mohakam Singh no accepta el nomenament com a governador de Malwa, Girdhar Bahadur havia de ser cridat a la cort imperial...". El seu segon govern va durar fins al 29 de novembre de 1728 quan a la batalla d'Amjhera amb els marathes, Girdhar Bahadur i el seu nebot Daya Bahadur van morir; els victoriosos marathes van fer un gran botí. Així Malwa es va perdre per l'imperi. Rampura mentre continuava en poder de Mewar. El 26 de març de 1729, a petició repetida de Jai Sigh, el maharana de Mewar va concedir el zamindari al fill d'aquell, Madho Singh, amb l'assegurança que Madho, una vegada arribés a maharajà de Jaipur (en el lloc del seu germà gran Ishwari Singh segons un pacte de 1708) romandria lleial a Mewar.
El 1734 Jai Singh obertament va annexionar Rampura (junt amb Bundi) sota pretxet del avanç maratha per Rajputana. El 1734 un fort exèrcit enviar des de Delhi manat per Khan-e-Dauran, es va unir a l'exèrcit rajput de Jaipur, Jodhpur i Kotah en un intent d'expulsar els marathes, però aquest exèrcit fou encerclat per la cavalleria de Malhar I Rao Holkar i de Ranoji Rao Sindhia a Rampura i aturat per 8 dies.
El 21 de setembre de 1743 va morir Jai Singh i va seguir una guerra de successió entre el fill gran Ishwari Singh i l'hereu designat Madho Singh que segons el tractat de 1708 amb Mewar tenia dret preferent a la successió per ser fill d'una princesa de Mewar. Ishwari Singh fou coronat i reconegut per l'emperador mogol. El 1750, Madho Singh, amb ajut de Malhar Rao Holkar va derrotar a Ishwari Singh, i el 29 de desembre es va proclamar maharajà de Jaipur. Ishwari Singh es va suïcidar. A canvi de l'ajut d'Holkar, Madho Singh li va cedir Ranthambore i el territori a l'entorn però Malhar Rao esperava el quart dels ingressos de Jaipur; llavors el 10 de gener de 1751, sota orde de Madho Singh, tots els marathes presents a Jaipur (ciutat) foren assassinats; Madho va poder convèncer Holkar i Sindhia de la seva innocencia.
Rampura va esdevenir part del territori de Jaipur i ho va restar fins al 1757; vers el 12 d'abril de 1757, després d'anys d'insistència, Malhar I Rao Holkar finalment va rebre Rampura, Bhanpura, Tonk, i dos altres districtes. Llavors va passar a Holkar i en el temps de Jaswant I Rao Holkar aquest pràcticament va fer de Rampura la seva capital al lloc de Maheswar. Després del 1818 la capital dels Holkar va passar a Indore. Després, tot i algun conflicte menor, el territori de l'antic zamindari va passar a ser una entitat administrativa.